# Утрехт, Адриан ван
Адриан ван Утрехт (нидерл. Adriaen van Utrecht ; 1599, Антверпен —1652, Антверпен) — фламандский живописец эпохи барокко.

## Биография
Адриан ван Утрехт родился в Антверпене. Сын Абеля ван Утрехта и Анны Гюйбрехт. В 1614 году стал учеником Гармена ван Нейта, который был одновременно и торговец картинами в Антверпене. После окончания обучения у Нейта, отправился в путешествие, посетил Германию, Францию, Италию, где работал по заказам. В 1624 г. после смерти отца, вернулся в родной город.
В 1625 г. был принят мастером в гильдию художников св. Луки.
На свадьбе своей сестры Катарины и художника Симона де Вос в 1628 году он встретил Констанцию ван Ниланд (или «ван Нойвандт»), 17-летнюю дочь художника и поэта Виллема ван Нийландта II. В следующем году Ван Утрехт женился на Констанции. У пары было 13 детей.
Ван Утрехт стал успешным художником, получившим международные поручения от императора Германии, испанского короля Филиппа IV и принца Оранского.

## Творчество

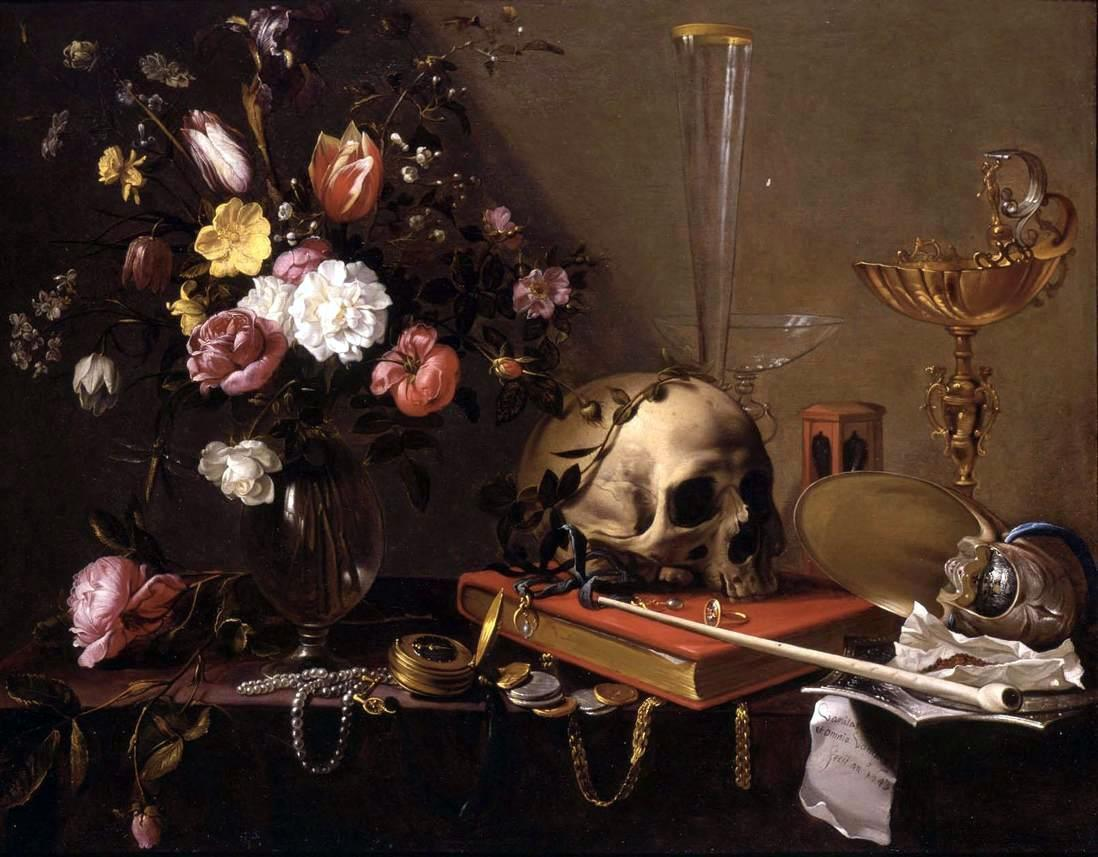
Адриан ван Утрехт. «Суета сует»

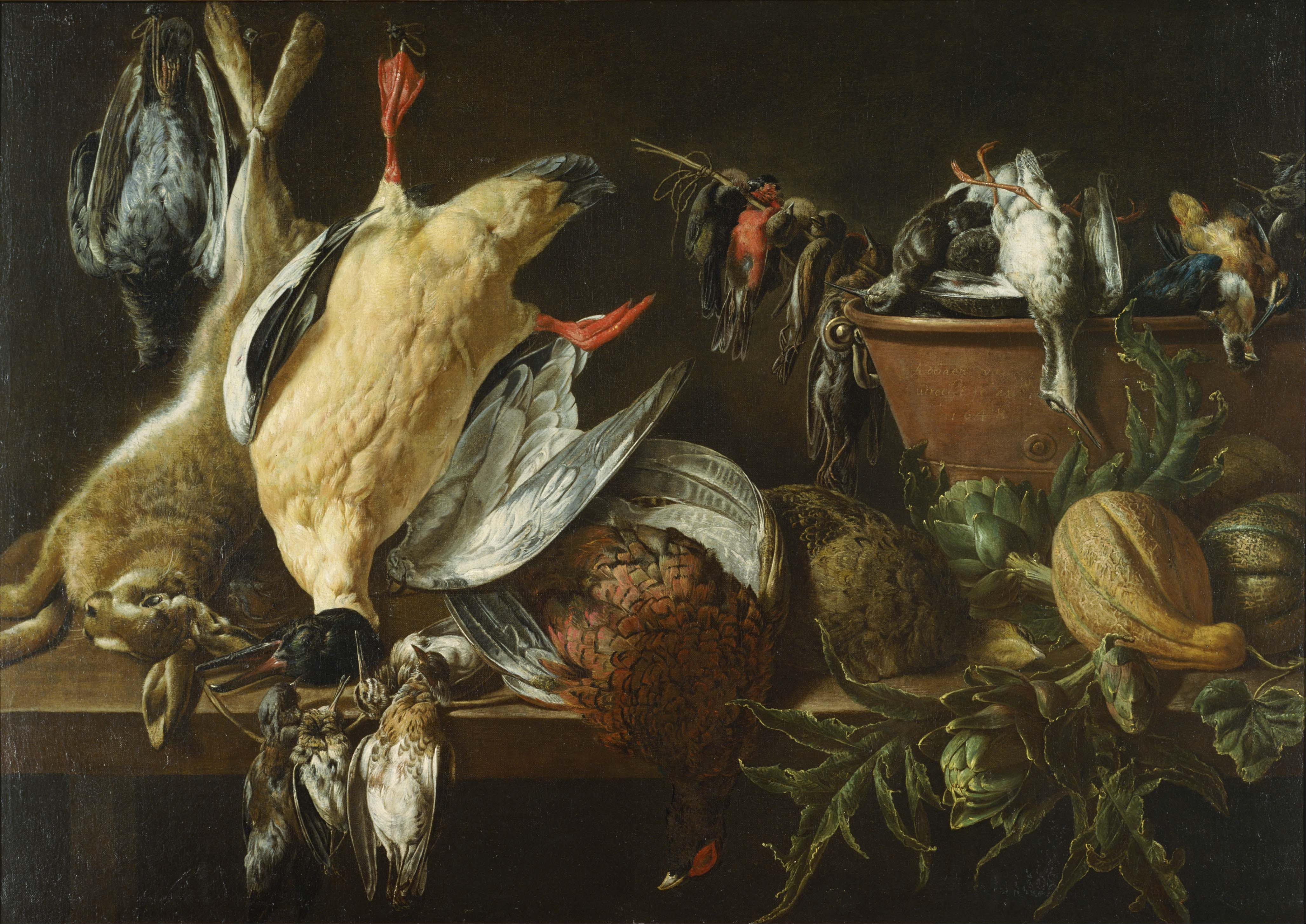
«Натюрморт с дичью и овощами», 1648 р. Национальный музей западноевропейского искусства, Токио

Ван Утрехт был в основном художником натюрморта. Подражая Франсу Снейдерсу, изображал плоды, овощи, битую дичь и живых животных, в особенности, индейских птиц. Благодаря верной передаче натуры и свежести красок в своих картинах, пользовался известностью и имел много заказов не только у себя на родине, но и во Франции, Германии и Италии во время поездок своих в эти страны. Поэтому его произведения встречаются довольно часто. Они имеются в Лувре, Эрмитаже («Фрукты»), в Антверпенском Королевском музее изящных искусств, Дрезденской, Национальном музее Дании, музее Боуз, венском музее истории искусств, Амстердамской, Гентской, Кассельской, Стокгольмской галереях, коллекциях в Аррасе, Белграде, Брюсселе, Камбре, Кёльне, Мюнхене, Токио и других городах, в США, Литве и др.
Как и большинство антверпенских художников, Адриан ван Утрехт практиковал создание картин совместно с другими мастерами. Известно, что он сотрудничал как мастер натюрмортов и животных с художниками, среди которых:
- Герард Зегерс
- Теодор Ромбоутс
- Абрахам ван Дипенбек
- Якоб Йорданс
- Теодор ван Тюльден
- Ян Коссирс[англ.]
- Ян ван ден Хукке
- Томас Виллебортс Босхарт
- Давид Тенирс Младший и др.

## Избранные произведения

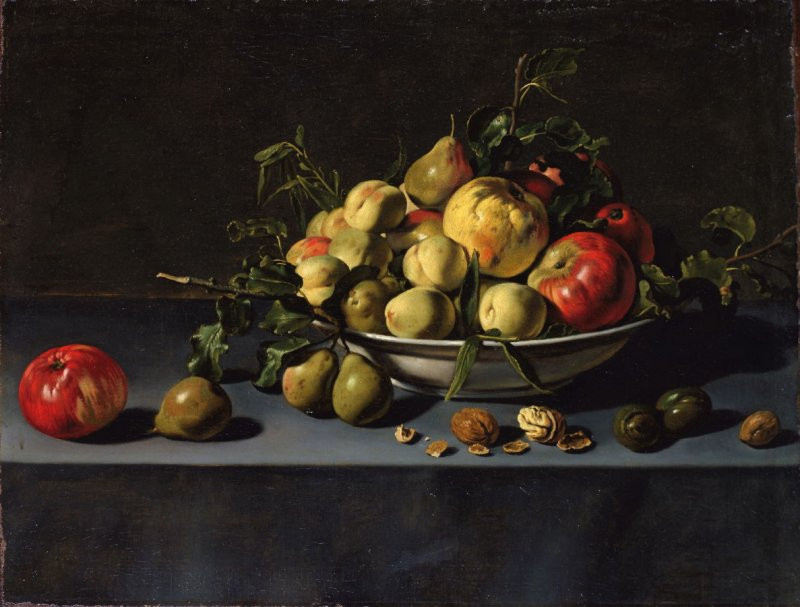
«Фрукты на столе», Музей изящных искусств. Сан-Франциско, США
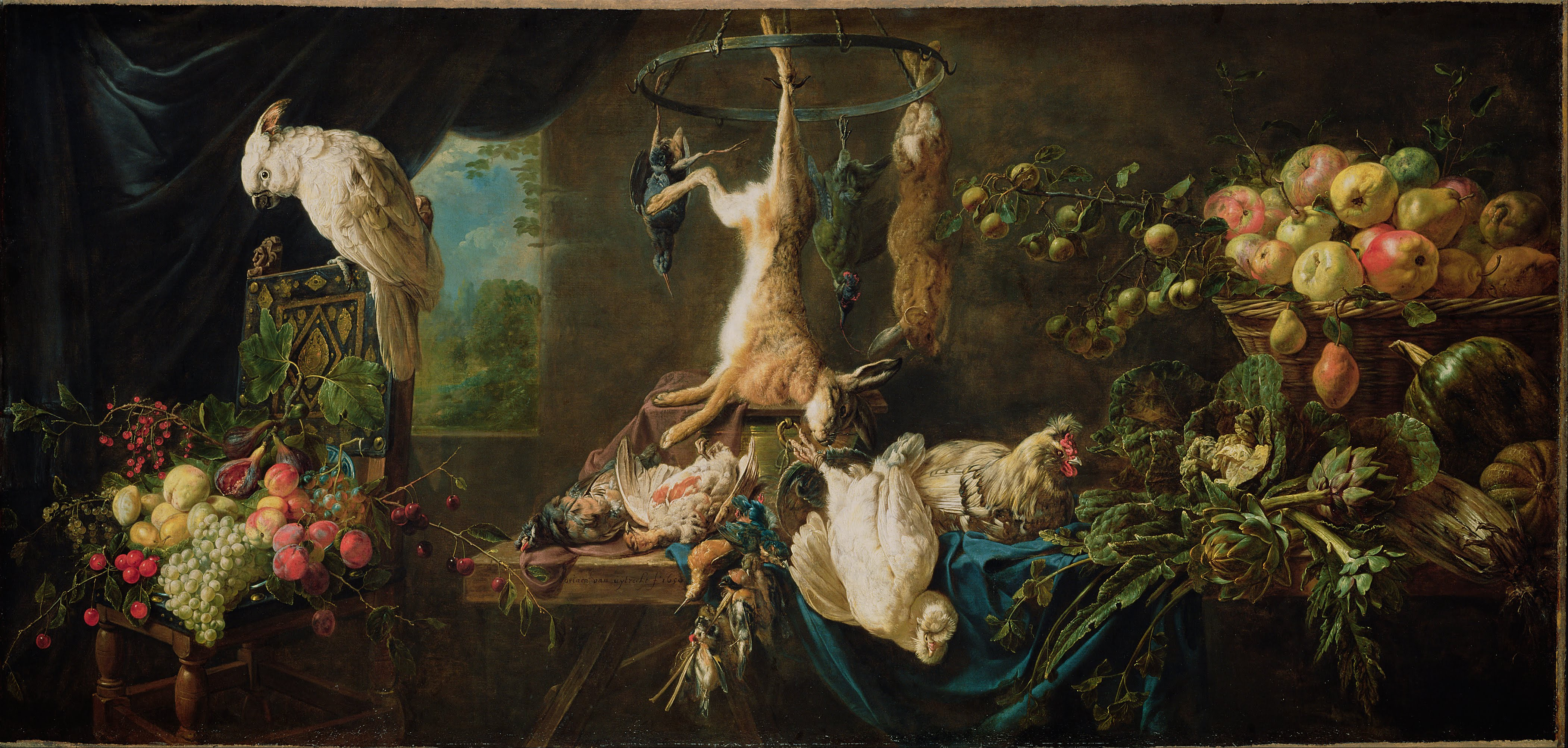
«Натюрморт с дичью, овощами и белым какаду», 1650 г., Музей Гетти, Калифорния
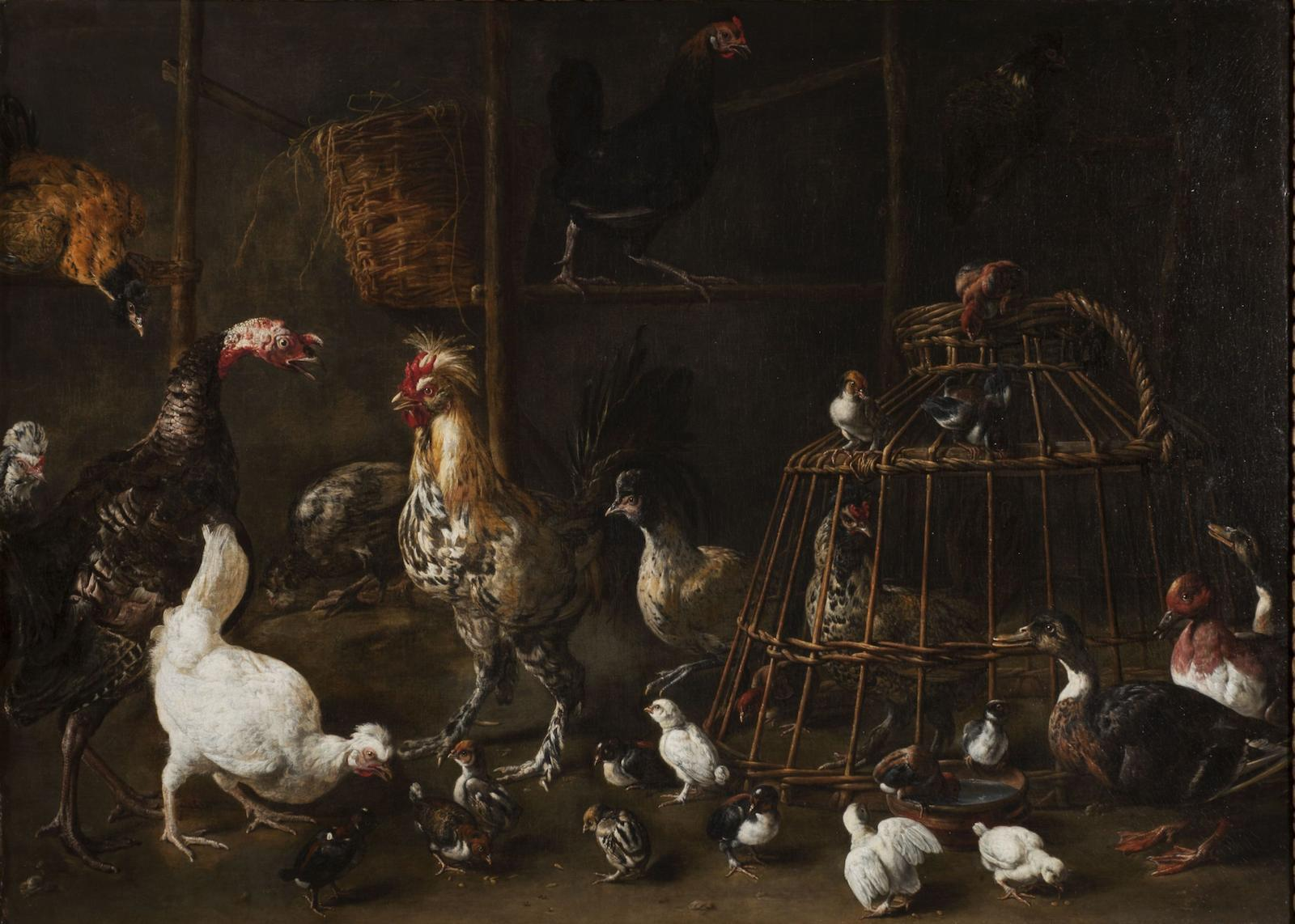
«Домашние птицы», 1654 г.
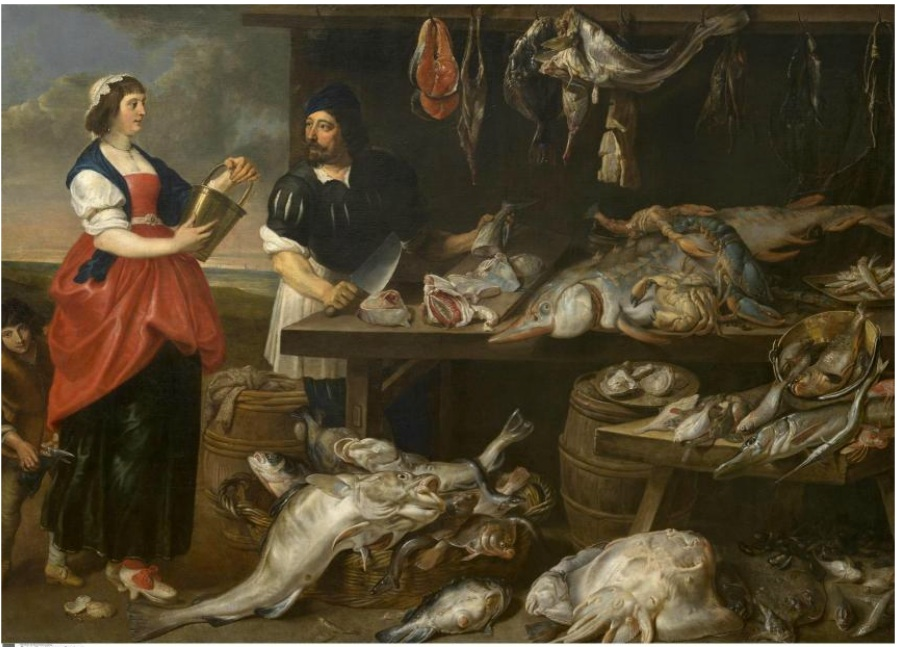
«Рибная лавка крамничка», Музей изящных искусств, Гент
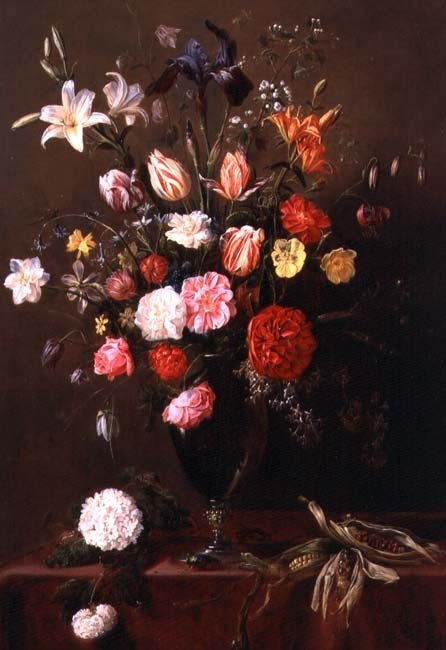
«Кукуруза и стеклянная ваза с цветами», 1642 г.
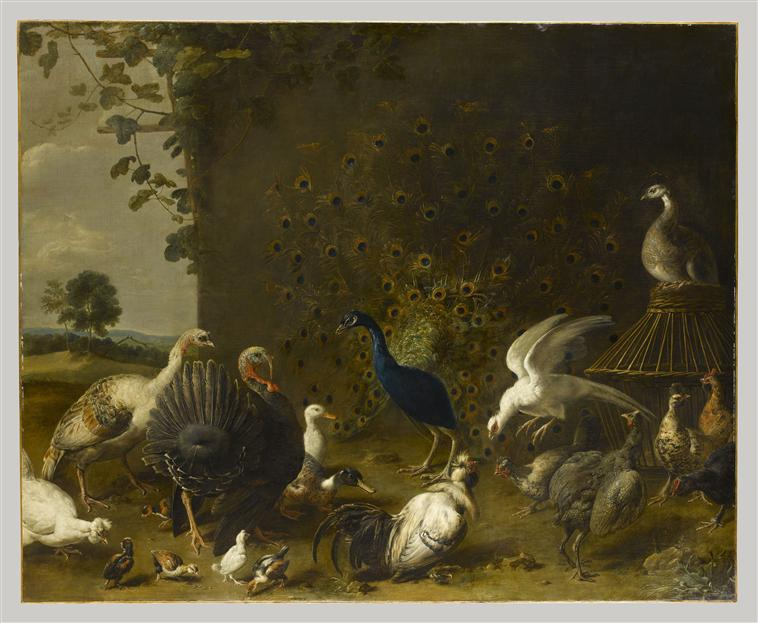
«Птичий двор», до 1650 г., Лувр, Париж
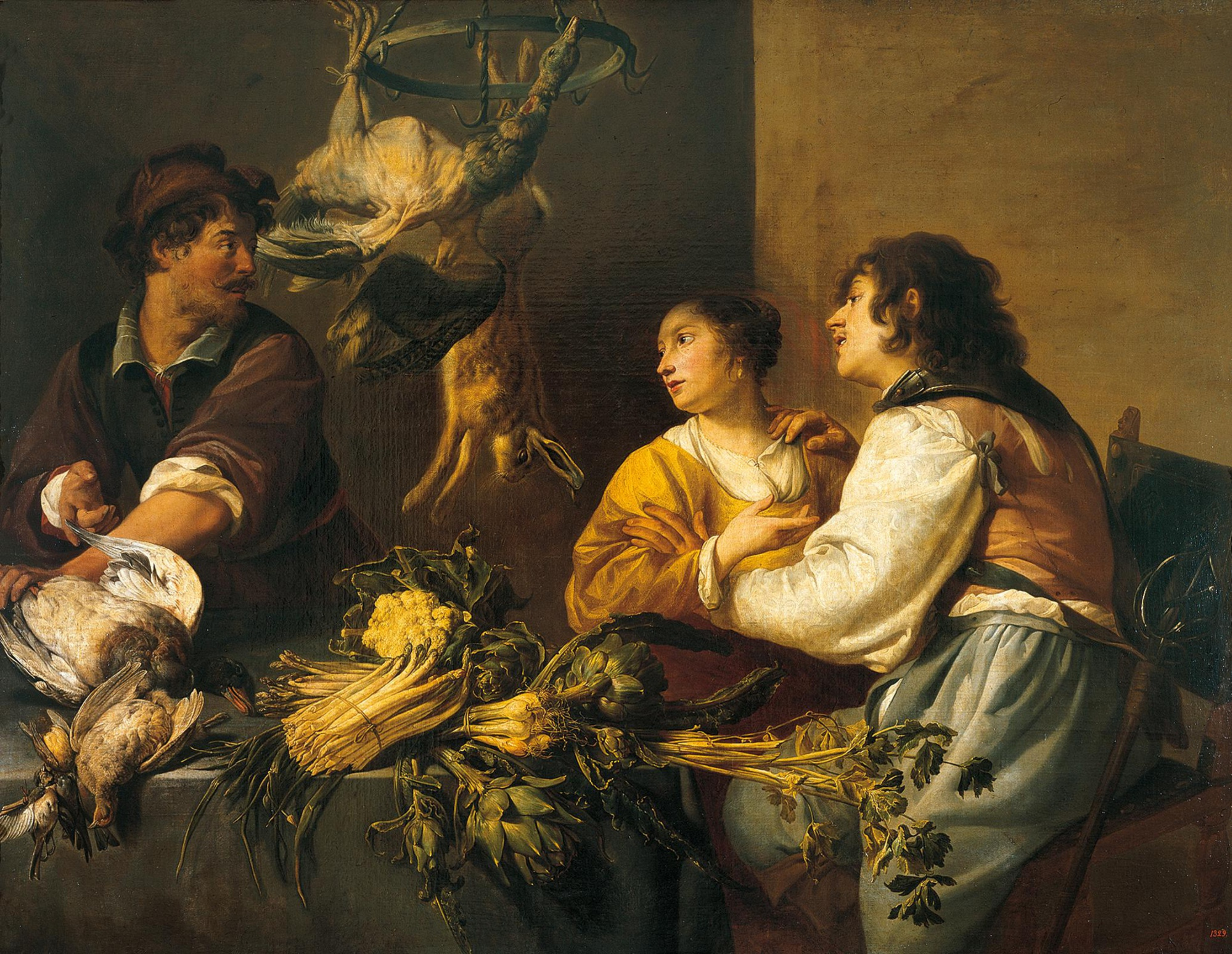
Адриан ван Утрехт и Теодор Ромбоутс. «Кухня со сценой ухаживания». Эрмитаж.